# Kathy Griffin
Kathleen Mary Griffin (Oak Park, Illinois, 1960. november 4. –) Grammy- és kétszeres Primetime Emmy-díjas amerikai humorista és színésznő.
Több stand-upos önálló estet is készített az HBO-nak és a Bravónak. Utóbbi számára 16 különkiadást készített, amellyel bekerült a Guinness Rekordok Könyvébe. 2011-ben ő lett az első humorista, akinek egy év alatt négy önálló estjét adta le a televízió.

## Élete
Kathleen Mary Griffin néven született Oak Parkban, Chicago külvárosában. Szülei Mary Margaret "Maggie" Griffin (1920-2020) és John Patrick Griffin voltak. Mindketten ír-amerikai származásúak voltak. Négy testvére van: Kenny, Joyce (2017-ben elhunyt), Gary (2014-ben elhunyt) és John. Gyerekkori énjét a következőként írta le: "egy gyerek, akinek mindig beszélnie kellett". Bátyja, Gary és nővére, Joyce mindketten rákban hunytak el.
Gyakran látogatta meg szomszédait, hogy a családjáról mesélhessen történeteket; itt fedezte fel a "szaftos sztori erejét".
Kenny kábítószerfüggő és hajléktalan is volt. Kathy elmondása szerint "halála időpontjáig félt tőle", ugyanis erőszakos természetű volt. Amikor Kathy hét éves volt, Kenny - aki akkor harminc éves volt -  bemászott az ágyába és a fülébe sugdolózott. Kathy erről egy szót sem szólt a szüleinek egészen huszonéves koráig, de eddigre már Kenny is bevallotta, hogy pedofil.
Általános iskolában kialakult benne a szervezett vallás iránti utálat, mivel az apácák gyakran megbüntették őt és a többi "sebezhető" diákot.  A középiskolában musicalekben szerepelt, például Rosemary szerepét játszotta a How to Succeed in Business Without Really Trying-ben, illetve Hodel szerepét a Hegedűs a háztetőn-ben. Végzős éve alatt profi színész szeretett volna lenni. Első televíziós szerepe a Chicago White Sox egyik reklámjában volt, ahol kis szerepet kapott. Ezt követően több chicagói ügynökséggel is szerződést kötött. 18 éves korában meggyőzte szüleit, hogy Los Angelesbe költözhessen.
19 éves korában ellátogatott a The Groundlings nevű improvizációs csapat egyik fellépésére. Elmondása szerint "úgy gondoltam, hogy itt akarok lenni. Ez a legjobb dolog a világon."
Az 1980-as években kezdett fellépni a Groundlings társulattal. Ezt követően stand-upolni kezdett, és a Los Angeles-i alternatív humor szcéna tagjává vált. Janeane Garofalóval együtt alapított egy "Hot Cup of Talk" nevű társulatot, amely az 1998-as önálló estjének címe is lett. A kilencvenes évek során több filmben és televíziós sorozatban is szerepelt.

## Önálló estjei
- HBO Comedy Half-Hour (1996)[14]
- Kathy Griffin: Hot Cup of Talk (1998)[15]
- Kathy Griffin: The D-List (2004)
- Kathy Griffin: Allegedly (2004)
- Kathy Griffin Is...Not Nicole Kidman (2005)
- Kathy Griffin: Strong Black Woman (2006)
- Kathy Griffin: Everybody Can Suck It (2007)
- Kathy Griffin: Straight to Hell (2007)
- Kathy Griffin: She'll Cut a Bitch (2009)
- Kathy Griffin: Balls of Steel (2009)
- Kathy Griffin: Does the Bible Belt (2010)[16]
- Kathy Griffin: Whores on Crutches (2010)
- Kathy Griffin: 50 and Not Pregnant (2011)
- Kathy Griffin: Gurrl Down! (2011)
- Kathy Griffin: Pants Off (2011)[17]
- Kathy Griffin: Tired Hooker (2011)[18]
- Kathy Griffin: Seaman 1st Class (2012)
- Kathy Griffin: Kennedie Center On-Hers (2013)
- Kathy Griffin: Calm Down Gurrl (2013)
- Kathy Griffin: Record Breaker (2013)
- Kathy Griffin: A Hell of a Story (2019)[19]

## Diszkográfia
- For Your Consideration (2008)[20]
- Suckin' It for the Holidays (2009)[21]
- Kathy Griffin: Does the Bible Belt (2010)[22]
- I'll Say It (kislemez, a műsorának főcímdala, 2012).[23]
- I'll Say It - Remixes by Kathy Griffin (2012)[24]

## Könyvei
- Official Book Club Selection: A Memoir According to Kathy Griffin. Ballantine Books (2009). ISBN 978-0345518569
- Kathy Griffin's Celebrity Run-Ins: My A-Z Index. Flatiron Books (2016). ISBN 978-1250115638